# Russisch-tadschikische Beziehungen
Die russisch-tadschikischen Beziehungen sind das zwischenstaatliche Verhältnis zwischen Russland und Tadschikistan. Tadschikistan gehörte ab dem späten 19. Jahrhundert zum Russischen Reich und später als Tadschikische Sozialistische Sowjetrepublik zur Sowjetunion. Nach dem Zerfall der Sowjetunion hat sich das unabhängige Tadschikistan außenpolitisch eng an Russland angelehnt und zählt zu dessen Verbündeten innerhalb der Organisation des Vertrags über kollektive Sicherheit, einem Militärbündnis für den postsowjetischen Raum. Im Tadschikischen Bürgerkrieg hat Russland die tadschikische Regierung gegen die islamistische Opposition unterstützt und durfte eigene Soldaten im Land stationieren. Auch wirtschaftlich sind die Beziehungen eng und Russland ist der wichtigste Handelspartner von Tadschikistan. Über 2 Millionen Tadschikische Gastarbeiter leben in Russland, deren Überweisungen einen bedeutenden Teil der Wirtschaftsleistung in ihrem Heimatland ausmachen. Trotz dieser engen Verbindungen mit Russland hat sich das Land allerdings nicht der Eurasische Wirtschaftsunion angeschlossen, auch da es nicht in eine zu große Abhängigkeit geraten will.

## Geschichte

### Russisches Reich und Tadschikistan

Russisches Turkestan um 1900

Im 19. Jahrhundert dehnte das Russische Kaiserreich seinen Einfluss nach Zentralasien aus („The Great Game“). 1866 wurde Taschkent erobert in den nächsten Jahrzehnten gelangte das Gebiet des heutigen Tadschikistan vollständig unter russischer Kontrolle, sei es als Teil des Generalgouvernements Turkestan oder indirekt über das zum Vasallenstaat gemachte Emirat Buchara. Eine russisch-britische Grenzvereinbarung von 1895 sicherte dem Zarenreich auch die Oberhoheit über den Osten des Pamir-Gebirges, während das restliche Pamirgebiet dem Emir von Buchara zugestanden wurde. In den direkt von Russland verwalteten Landesteilen (etwa im Gebiet um Chudschand) blieben viele Elemente der traditionellen Lebensweise bis 1917 weitgehend unverändert; nur wenige Russen siedelten sich dort an, und die lokale Verwaltung folgte weiterhin einheimischen Strukturen. Allerdings führten die Kolonialherren neue wirtschaftliche Impulse ein: Ab den 1870er-Jahren förderten sie den Anbau von Baumwolle – Ackerland wurde von Getreide auf die lukrative Faserpflanze umgestellt, was sich in der Sowjetzeit noch intensivieren sollte. Um 1900 gewann zudem die Dschadidismus-Bewegung unter zentralasiatischen Intellektuellen (darunter auch Tadschiken) an Einfluss, die Bildungsreformen und eine Modernisierung der Gesellschaft anstrebte; die zaristische Obrigkeit betrachtete diese Jadiden jedoch misstrauisch und unterband mancherorts deren Aktivitäten.
Vereinzelte lokale Aufstände gegen die Emir-Herrschaft in Ost-Buchara (etwa 1910 und 1913) wurden vom russischen Militär niedergeschlagen. 1916 eskalierte der Unmut über die Kolonialherrschaft in einem großen Aufstand, nachdem die Petersburger Regierung die bisherige Befreiung der einheimischen Bevölkerung vom Kriegsdienst aufgehoben hatte. Im Gebiet von Chudschand im Ferghanatal kam es im Juli 1916 zu blutigen Zusammenstößen, die von russischen Truppen rasch niedergeschlagen wurden. Die Februarrevolution 1917 beendete schließlich die Zarenherrschaft in Zentralasien; in der Folge brach die russische Verwaltung zusammen, und die Region geriet in Kämpfe zwischen aufständischen einheimischen Basmatschi und der neuen bolschewistischen Macht.

### Sowjetzeit in Tadschikistan

Flagge der Tadschikische Sozialistischen Sowjetrepublik (1953–1991)

Nach mehreren Jahren militärischer Auseinandersetzungen etablierte sich Anfang der 1920er-Jahre die sowjetische Herrschaft in Zentralasien. 1924 wurde die Tadschikische Autonome Sozialistische Sowjetrepublik innerhalb der Usbekischen SSR gegründet, und 1929 erhob Moskau das Gebiet zur eigenständigen Unionsrepublik, der Tadschikischen SSR. Die staatliche Neuordnung in der ethnisch gemischten Region ließ allerdings bedeutende Siedlungszentren der Tadschiken außerhalb der neuen Teilrepublik zurück (so verblieben die Städte Samarkand und Buchara in Usbekistan), wobei derartige Grenzziehungen vom sowjetischen Diktator Josef Stalin durchaus beabsichtigt waren. Unter sowjetischer Führung wurde Tadschikistan in die zentralistische Planwirtschaft integriert: Die Republik diente vorrangig als Baumwollproduzent, weshalb weite Landstriche für die Monokultur des „weißen Goldes“ umgewidmet wurden. Gleichzeitig waren ethnische Tadschiken in den Führungsgremien zunächst unterrepräsentiert; insbesondere während der stalinistischen Säuberungen in den 1930er-Jahren wurden viele tadschikische Funktionäre und Intellektuelle verfolgt oder ermordet.
In der Nachkriegszeit investierte die Sowjetregierung in die Entwicklung der südlichsten Unionsrepublik: Das Bewässerungssystem für die Landwirtschaft wurde ausgebaut, erste Industriebetriebe (z. B. in der Lebensmittel- und Leichtindustrie) entstanden, und die Bildungs- sowie Alphabetisierungsrate stieg deutlich. Trotzdem blieb Tadschikistan ökonomisch rückständig und war gemessen an Einkommen und Industrialisierung die ärmste der Sowjetrepubliken. Politisch wurde die Republik von langjährigen, Moskau-treuen Parteikadern geführt, ohne nennenswerten eigenen Gestaltungsspielraum. In den späten 1980er-Jahren erwachten im Zuge von Glasnost und Perestroika auch in Tadschikistan nationalkulturelle Bestrebungen, obwohl es innerhalb der Union aufgrund seiner wirtschaftlichen Abhängigkeit von Moskau keine Hochburg des Separatismus war. 1989 wurde Tadschikisch als Staatssprache gesetzlich verankert, während Russisch seine Rolle als Verkehrssprache behielt. Gleichzeitig verschärften Versorgungsengpässe und Korruptionsenthüllungen die gesellschaftlichen Spannungen. Im Februar 1990 kam es in der Hauptstadt Duschanbe zu schweren Unruhen, die von der Regierung gewaltsam niedergeschlagen wurden. Am 9. September 1991 – noch vor dem formalen Zerfall der UdSSR im Dezember – erklärte die Tadschikische SSR ihre Unabhängigkeit von der Sowjetunion.

### Russland und Tadschikistan nach 1991

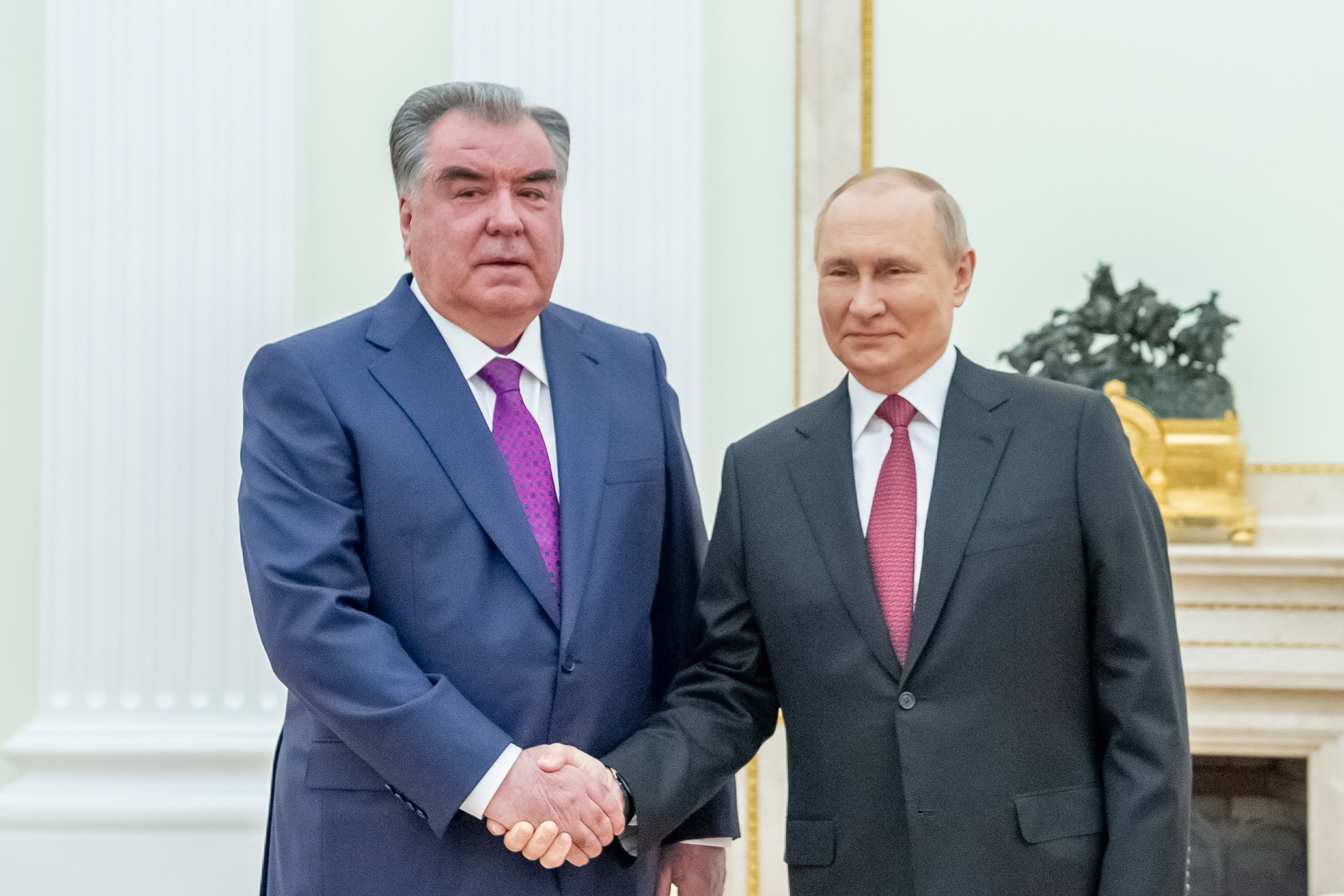
Emomalij Rahmon mit Wladimir Putin (2022)

Die frühen 1990er-Jahre waren geprägt von Instabilität im unabhängigen Tadschikistan: Bereits 1992 brach ein Bürgerkrieg zwischen der von Russland unterstützten Regierung und einer überwiegend islamistischen Oppositionsallianz aus. Der Konflikt dauerte fünf Jahre (bis 1997) und kostete Schätzungen zufolge zehntausenden Menschen das Leben; zudem knapp eine Million vor der Gewalt ins Ausland. Mithilfe russischer Vermittlung (und militärischer Rückendeckung) konnte Präsident Emomalij Rahmon, der seit 1994 an der Spitze steht, letztlich seine Position behaupten; 1997 wurde ein Friedensabkommen mit der Vereinten Tadschikischen Opposition geschlossen. In den folgenden Jahren blieb Tadschikistan sicherheitspolitisch eng an Russland gebunden. Das Land trat der GUS und dem von Moskau geführten Verteidigungsbündnis Organisation des Vertrags über kollektive Sicherheit (OVKS) bei und gestattete Russland die dauerhafte Stationierung von Truppen auf seinem Staatsgebiet. Die russische 201. Militärbasis in Tadschikistan mit rund 6000 Soldaten ist heute Russlands größter Auslandstützpunkt; ein 2013 ratifizierter Vertrag verlängerte ihre Präsenz bis zum Jahr 2042. Bis 2005 waren zudem russische Grenztruppen an der Sicherung der tadschikisch-afghanischen Grenze beteiligt, bevor Tadschikistan die volle Kontrolle über die Grenzsicherung übernahm.
Russland betrachtet Tadschikistan als strategischen Verbündeten, insbesondere angesichts von Sicherheitsrisiken im benachbarten Afghanistan. Nach dem Abzug der westlichen Truppen aus Afghanistan 2021 intensivierten russische und tadschikische Einheiten ihre gemeinsamen Manöver, um einem möglichen Übergreifen islamistischer Bedrohungen entgegenzuwirken. Die tadschikische Führung unterstützte Moskau in internationalen Fragen zumeist loyal, pochte aber zugleich auf Gleichberechtigung: So forderte Präsident Rahmon im Oktober 2022 auf einem Gipfeltreffen in Astana von Kremlchef Putin „Respekt“ und beklagte eine arrogante Behandlung Zentralasiens durch Russland seit sowjetischen Zeiten.

## Wirtschaftsbeziehungen
Russland ist Tadschikistans wichtigster Wirtschaftspartner. Im Jahr 2023 entfielen gut 20 % des gesamten Außenhandels Tadschikistans auf den Handel mit Russland. Das bilaterale Handelsvolumen erreichte dabei rund 1,7 Milliarden US-Dollar (ein Höchstwert). Etwa ein Drittel aller tadschikischen Importe – darunter vor allem Erdölprodukte, Weizen und Industriegüter – stammt aus Russland. Im Gegenzug exportiert Tadschikistan Rohstoffe (wie Aluminium und Baumwollfasern) sowie landwirtschaftliche Produkte nach Russland. Seit 2022 wird der Warenaustausch größtenteils in russischer Währung abgerechnet, nachdem zuvor der US-Dollar im Handel dominierte. Russland investiert zudem umfangreich in Tadschikistans Energie- und Infrastrukturprojekte. So finanzierten russische Unternehmen den Bau des Wasserkraftwerks Sangtuda-1, das 2009 in Betrieb ging und etwa 12 % der tadschikischen Stromerzeugung abdeckt. Im Jahr 2025 einigten sich beide Länder auf einen schrittweisen Erlass von rund 300 Mio. US$ Schulden, die im Zusammenhang mit dem gemeinsam betriebenen Kraftwerk entstanden waren. Ein großer Teil der wirtschaftlichen Verflechtung ergibt sich indirekt aus der Arbeitsmigration: Die Überweisungen der in Russland arbeitenden Tadschiken machen einen wesentlichen Anteil der Wirtschaftsleistung Tadschikistans aus (2023 entsprachen diese Transfers laut Weltbank mehr als einem Drittel des BIP).
Im Zuge der westlichen Sanktionen gegen Moskau ab 2022 profitierte Tadschikistan zudem von neuen Absatzmärkten in Russland, da es vermehrt Güter re-exportieren konnte, die Russland nicht mehr direkt importieren durfte. Zugleich drängt Duschanbe auf zusätzliche russische Investitionen ins eigene Land, um Handelsungleichgewichte abzubauen – ein Punkt, den Rahmon wiederholt bei Treffen mit der russischen Führung betont hat. Einen Sonderfall stellt die Eurasische Wirtschaftsunion (EAWU) dar: Tadschikistan ist bisher kein Mitglied des russisch-geführten Binnenmarktbündnisses und begegnet einem Beitritt mit Zurückhaltung, um die eigene wirtschaftliche Souveränität und die wichtigen Investitionsbeziehungen zu China nicht zu gefährden.

## Kultur und Migration
Die russische Sprache und Kultur spielen aufgrund der langen gemeinsamen Geschichte in Tadschikistan weiterhin eine bedeutende Rolle. Russisch dient als zentrale Verkehrssprache zwischen den Volksgruppen und ist im Bildungswesen fest verankert und hat es einen besonderen Status als „Sprache der interethnischen Kommunikation“ neben der Amtssprache Tadschikisch. Die russischstämmige Bevölkerung Tadschikistans ist seit dem Ende der Sowjetunion jedoch stark geschrumpft – viele Russen verließen während des Bürgerkriegs von 1992 bis 1997 das Land. Gleichzeitig leben knapp 2,4 Millionen Tadschiken in Russland (2021), zumeist als Arbeitsmigranten, was dichte personelle Verbindungen zwischen beiden Ländern geschaffen hat. Diese Diaspora trägt durch ihre Rücküberweisungen nicht nur erheblich zur Versorgung der Familien in der Heimat bei, sondern fungiert auch als kulturelle Brücke. Allerdings sehen sich tadschikische Migranten in Russland oft mit schwierigen Lebens- und Arbeitsbedingungen konfrontiert: Rechtsunsicherheit, Ausbeutung am Arbeitsmarkt und fremdenfeindliche Anfeindungen stellen erhebliche Probleme dar. Insbesondere seit dem russischen Überfall auf die Ukraine 2022 und dem Anschlag in Krasnogorsk 2024 durch tadschikische Migranten hat sich das gesellschaftliche Klima gegenüber Gastarbeitern aus Zentralasien weiter verschärft; nationalistische Akteure fordern strengere Beschränkungen, was bereits zu vermehrten Kontrollen, Abschiebungen und Übergriffen gegen tadschikische Staatsbürger geführt hat. Die Regierung in Duschanbe reagierte darauf mit ungewohnt deutlicher Kritik und formellen Protestnoten, in denen sie die Achtung der Rechte ihrer Bürger einmahnt.